# Leia hyalina
Leia hyalina är en tvåvingeart som först beskrevs av Daniel William Coquillett 1905.  Leia hyalina ingår i släktet Leia och familjen svampmyggor.
Artens utbredningsområde är New Mexico. Inga underarter finns listade i Catalogue of Life.